# Jesús Moncusí i Vallverdú
Jesús Moncusí i Vallverdú (La Riba, Alt Camp 1947 - Terrassa, 14 de febrer de 1996) va ser un perruquer i estilista català. Des de mitjans dels anys seixanta treballava com a perruquer i a començaments dels anys 1970 va participar en els certàmens organitzats per Henry-Colomer, una coneguda empresa de cosmètica. Entre 1983 i 1986 va formar part del grup de teatre Gall Groc de Sitges, convertida posteriorment en La Cubana. Aleshores va conèixer Victoria Abril quan feia de model a la revista barcelonina Vanguardia Mujer, qui li va proposar establir-se a Madrid (1987). Allí Pedro Almodóvar li va proposar participar en Mujeres al borde de un ataque de nervios, amb la que fou nominat al Goya al millor maquillatge i perruqueria.
Després fou perruquer d'actors com Pastora Vega, Marisa Paredes, Verónica Forqué, Antonio Banderas, Àlex Casanovas, Miguel Bosé i Paco Rabal, i treballà per directors com Pedro Almodóvar, Vicente Aranda, Jaime Chávarri o Agustín Díaz Yanes. Fou nominat novament al Goya al millor maquillatge i perruqueria el 1989 per Las cosas del querer i El mar y el tiempo, el 1990 per ¡Átame!, el 1991 per Tacones lejanos, el 1993 per Kika i el 1995 per Nadie hablará de nosotras cuando hayamos muerto. Va morir el 14 de febrer de 1996 a causa d'una greu malaltia.

## Filmografia (com a estilista)
- Barrios altos (1986)
- El juego más divertido (1987)
- Mujeres al borde de un ataque de nervios (1988)
- El mar y el tiempo (1988)
- Las cosas del querer (1989)
- Amantes (1991)
- Tacones lejanos (1991)
- El amante bilingüe (1993)
- Kika(1993)
- Gazon maudit (1995)
- Nadie hablará de nosotras cuando hayamos muerto (1995)
- Libertarias (1995)
- Un asunto privado (1996)